# Cleome kersiana
Cleome kersiana là một loài thực vật có hoa trong họ Màng màng. Loài này được Thulin mô tả khoa học đầu tiên năm 1992.